# العلاقات الأرمنية الكازاخستانية
العلاقات الأرمينية الكازاخستانية هي العلاقات الثنائية التي تجمع بين أرمينيا وكازاخستان.

## مقارنة بين البلدين
هذه مقارنة عامة ومرجعية للدولتين:
| وجه المقارنة                                              | أرمينيا                    | كازاخستان                      |
| --------------------------------------------------------- | -------------------------- | ------------------------------ |
| المساحة (كم2)                                             | 29.74 ألف                  | 2.72 مليون                     |
| عدد السكان (نسمة)                                         | 2.93 مليون                 | 17.95 مليون                    |
| الكثافة السكانية (ن./كم²)                                 | 98.52                      | 6.6                            |
| العاصمة                                                   | يريفان                     | نور سلطان                      |
| اللغة الرسمية                                             | لغة أرمنية                 | اللغة القازاقية، اللغة الروسية |
| العملة                                                    | درام أرميني                | تينغ كازاخستاني                |
| الناتج المحلي الإجمالي (بليون دولار)                      | 11.54 مليار                | 159.41 مليار                   |
| الناتج المحلي الإجمالي (تعادل القوة الشرائية) بليون دولار | 25.41 مليار                | 439.39 مليار                   |
| الناتج المحلي الإجمالي الاسمي للفرد دولار أمريكي          | 3.49 ألف                   | 10.51 ألف                      |
| الناتج المحلي الإجمالي للفرد دولار أمريكي                 | 8.07 ألف                   | 24.23 ألف                      |
| مؤشر التنمية البشرية                                      | 0.743                      | 0.788                          |
| رمز المكالمات الدولي                                      | +374                       | +7                             |
| رمز الإنترنت                                              | .am، .հայ ‏                 | .kz، .қаз ‏                     |
| المنطقة الزمنية                                           | ت ع م+04:00، توقيت أرمينيا | ت ع م+05:00، ت ع م+06:00       |

## منظمات دولية مشتركة
يشترك البلدان في عضوية مجموعة من المنظمات الدولية، منها:
| علم المنظمة | اسم المنظمة                               | تاريخ انضمام أرمينيا | تاريخ انضمام كازاخستان |
| ----------- | ----------------------------------------- | -------------------- | ---------------------- |
|             | الاتحاد البريدي العالمي                   | ?                    | ?                      |
|             | بنك التنمية الآسيوي                       | 2005                 | 1994                   |
|             | يونسكو                                    | 9 يونيو 1992         | 22 مايو 1992           |
|             | البنك الدولي للإنشاء والتعمير             | 16 سبتمبر 1992       | 23 يوليو 1992          |
|             | وكالة ضمان الاستثمار متعدد الأطراف        | 5 ديسمبر 1995        | 12 أغسطس 1993          |
|             | الاتحاد الدولي للاتصالات                  | 30 يونيو 1992        | 23 فبراير 1993         |
|             | منظمة الشرطة الجنائية الدولية             | ?                    | ?                      |
|             | مؤسسة التمويل الدولية                     | 18 أبريل 1995        | 30 سبتمبر 1993         |
|             | الأمم المتحدة                             | 2 مارس 1992          | 2 مارس 1992            |
|             | منظمة الأمن والتعاون في أوروبا            | 30 يناير 1992        | 30 يناير 1992          |
|             | مؤسسة التنمية الدولية                     | 25 أغسطس 1993        | 23 يوليو 1992          |
|             | الفريق المعني برصد الأرض                  | ?                    | ?                      |
|             | منظمة حظر الأسلحة الكيميائية              | ?                    | ?                      |
|             | المركز الدولي لتسوية المنازعات الاستشارية | 16 أكتوبر 1992       | 21 أكتوبر 2000         |

## وصلات خارجية
- موقع وزارة الخارجية الأرمينية
- موقع وزارة الخارجية الكازاخستانية